# Adolphe Noël des Vergers
Joseph Marin Adolphe Noël des Vergers (* 2. Juni 1805 in Paris; † 2. Januar 1867 in Nizza) war ein französischer Orientalist, Archäologe und Epigraphiker.

## Leben und Werk
Noël Des Vergers, aus einer alten Familie der Normandie stammend und Sohn eines Mitglieds der Deputiertenkammer und Präsidenten der Handelskammer, studierte in Paris orientalische Sprachen, Geschichte und Geographie. Seine erste Veröffentlichung war 1837 eine kommentierte Ausgabe mit Übersetzung von Abulfedas Leben Mohammeds. Er wurde Mitglied des Rats der Société asiatique und Generalsekretär der Société géographique und veröffentlichte in den Organen dieser akademischen Gesellschaften. 1841 veröffentlichte er eine Ausgabe der Geschichte Nordafrikas unter den Aghlabiden von Abd-ar-Rahman Ibn-Muhammad Ibn-Haldun.
Noël des Vergers bereiste Neapel, Sizilien, Griechenland und den Orient. Beim führenden Inschriftenforscher seiner Zeit, dem Grafen Bartolomeo Borghesi, studierte Noël des Vergers die Epigraphik und spezialisierte sich auf dieses Gebiet. Schließlich ließ er sich – nicht zuletzt wegen der Nähe zu San Marino, dem Wohnsitz des Grafen Borghesi – 1843 in einer prachtvollen Villa des 17. Jahrhunderts in San Lorenzo in Correggiano bei Rimini nieder, die durch ihn zu einem wichtigen Treffpunkt von Wissenschaftlern und Künstlern wurde.
Er selbst war dort hauptsächlich als Archäologe tätig und forschte über die Etrusker. 1857 entdeckte er mit Alessandro François ein reich mit Fresken ausgestattetes Familiengrab in Vulci, die so genannte Tomba François. Seine Forschungen und Funde publizierte er 1864 in einem zweibändigen Werk über die Etrusker, das mit einem luxuriösen Tafelband zur Illustration der Funde versehen war.
Für den Inschriftenkatalog Corpus Inscriptionum Latinarum koordinierte er Arbeiten über die lateinischen Inschriften in Frankreich. 1860 wurde er Mitglied einer kaiserlichen Kommission zur Herausgabe von Borghesis sämtlichen Werken.
Als Redakteur wirkte er an Nouvelle Revue encyclopédique und am Athenaeum français mit; archäologische Aufsätze erschienen in den Annales de l’institut archéologique. Zur Encyclopédie moderne trug er zahlreiche Artikeln zur römischen Antike und zu orientalischen Sprachen bei; für die Nouvelle Biographie générale verfasste er Lebensläufe der bedeutendsten römischen Kaiser. Seine Betrachtungen über Mark Aurel wurden 1860 auch separat veröffentlicht.
1845 wurde er zum Ritter der Ehrenlegion ernannt. Ab 1852 war korrespondierendes Mitglied der Académie des inscriptions et belles-lettres.

## Werke
- Abulfeda: Vie de Mahomet, Ausgabe, Übersetzung und Kommentar, Paris 1837
- Extrait d’une lettre écrite de Naples, par M. Noël Desvergers, à M. de Larenaudière, in: Nouvelles annales des voyages, de la géographie et de l’histoire ou Recueil des relations originales inédites, 21. Jg., Januar–März 1839, S. 197–256 (Digitalisat)
- Abd-ar-Rahman Ibn-Muhammad Ibn-Haldun: Histoire de l’Afrique sous la dynastie des Aghlabites, et de la Sicile sous la domination musulmane, Ausgabe und Übersetzung, Paris 1841
- Histoire et description de l’Arabie (in der Reihe L’univers pittoresque), Paris 1847 (Digitalisat)
- Études sur Horace, 1855
- Notice sur Borghesi, 1860
- Essai sur Marc-Aurèle d’après les monuments épigraphiques, 1860
- L’Étrurie et les étrusques ou Dix ans de fouilles dans les Maremmes toscanes, Paris 1864 (Digitalisat: Band 1, Band 2)